# L-selectina
La selectina-L, LYAM1, CD62L es una molécula de adhesión celular que pertenece a la familia de las selectinas, se expresa en la superficie celular de glóbulos blancos sanguíneos tales como linfocitos y monocitos y cuya función es la adhesión inicial de estas células al endotelio vascular. La selectina-L es una proteína con la facultad de reconocer grupos de carbohidratos como el sialyl lewis x y procura enlaces poco estables con estos grupos.

## Estructura

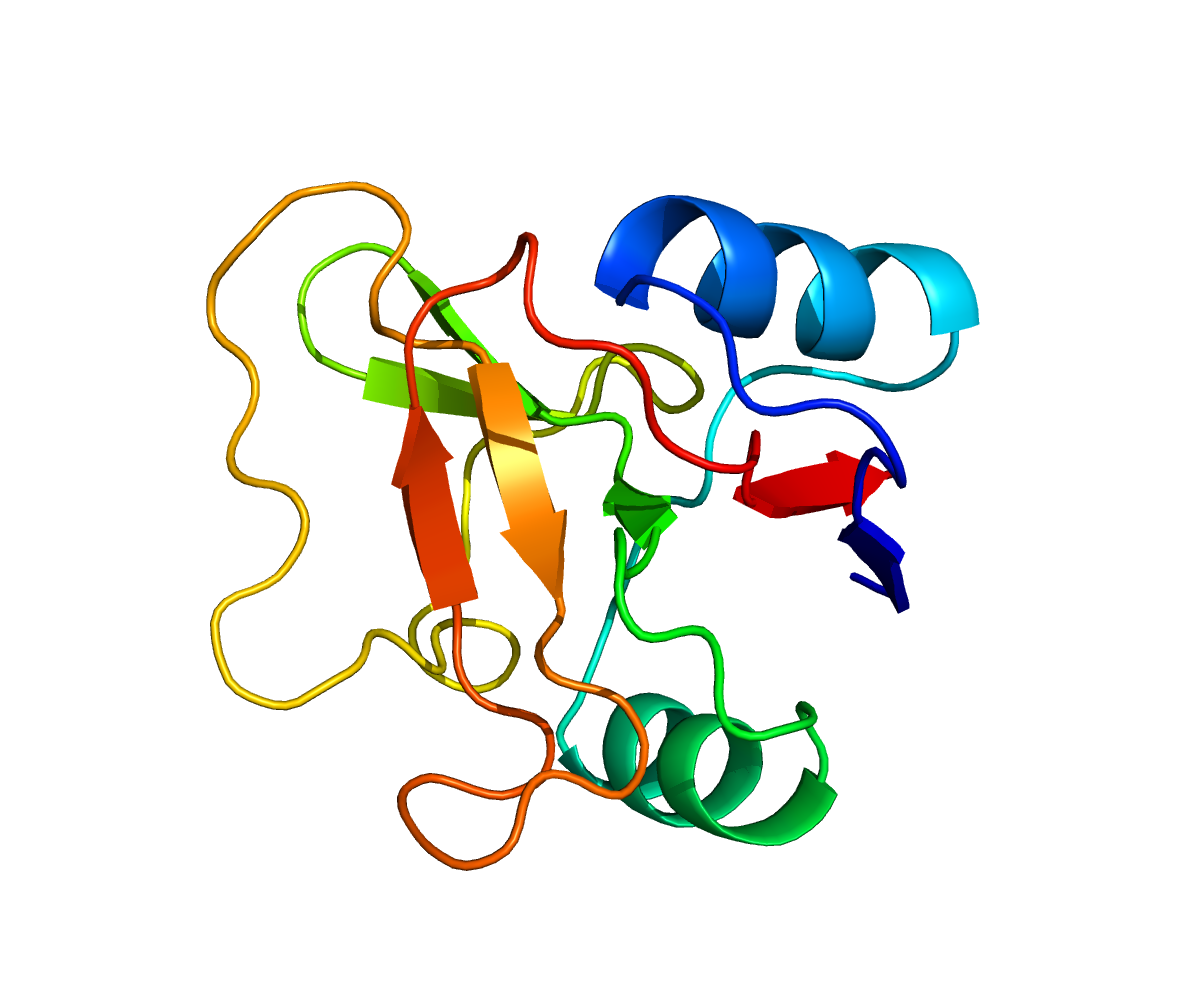
SEL-L.

La selectina-L (SEL-L) es una cadena de 372 aminoácidos, Leukocyte adhesion molecule-1 (LAM-1/LYAM1). 
Estructura primaria
señal: aminoácidos 1-28
pro-péptido: aa 29-38
cadena: aa 39-372
Estructura secundaria
Dominios
- Lectina
- Factor de crecimiento epidérmico
- Regulador del complemento
- Región transmembranal
- Región intracitoplásmica C-terminal[2]

## Función
Las interacciones entre selectina-L (SEL-L) y sus glicoconjugados, desencadenan una cascada de adhesión y señalización de múltiples pasos. Media la fijación de los leucocitos a la superficie de las células endoteliales y su rodamiento sobre ella.
 Durante la inflamación aguda, los leucocitos son reclutados desde la circulación hacia los sitios de infección y lesión.  
La selectina-L o PSGL-1 en leucocitos o en células endoteliales, desencadena flujos de calcio intracelular y fosforilación de la proteína tirosina.

## Diapedesis
La selectina-L (SEL-L) se encuentra en grandes cantidades en la superficie celular de leucocitos que se encuentran en estado inactivo. Durante la respuesta inmunológica, la SEL-L procura las primeras interacciones entre leucocitos y células endoteliales. Durante el desarrollo de estas interacciones los leucocitos migran a lo largo de las células endoteliales a causa de las adhesiones que procuran por medio de las SEL-L, las cuales son poco estables y causa este fenómeno del rodaje, un paso crítico de la respuesta inmune. 
Las células logran detenerse completamente mediante adhesiones más estables las cuales son procuradas por otro tipo de moléculas de adhesión celular tales como las integrinas. Al detenerse completamente los leucocitos en la zona de infección se da lugar la migración de leucocitos al tejido afectado. Este fenómeno es conocido como diapédesis.
En el caso de los linfocitos, una clase de leucocitos, la selectina-L procura la entrada de estas células en los órganos linfáticos secundarios, donde estas células son activadas por un antígeno, en caso de una infección durante una respuesta immunológica celular.

## Regulación
La Selectina-L (SEL-L) puede ser regulada por varios mecanismos. Uno de ellos es el clivaje proteolitico efectuado por una peptidasa conocida como ADAM17 (A Disintegrin and Metalloprotease) la cual "corta" la SEL-L en una región cercana a la membrana celular dando origen a la selectina-L soluble (sL-Sel).